# کندو (فیلم ۱۳۵۴)
کندو فیلمی به نویسندگی و کارگردانی فریدون گله محصول سییرا فیلم در سال ۱۳۵۴ خورشیدی است. 
این فیلم در نظرسنجی منتقدان و نویسندگان ماهنامه سینمایی فیلم به عنوان یکی از بهترین فیلم‌های تاریخ سینمای ایران انتخاب شده است. این فیلم از فیلم‌های معروف به سینمای موج نو ایران است.

## خلاصه داستان
ابی (بهروز وثوقی) و آقاحسینی (داود رشیدی) پس از آزادی از زندان، وسط تهران از هم جدا می‌شوند. ابی بر اساس وعدهٔ «آقا فکری» در زندان، شماره‌تلفنی را می‌گیرد، اما کسی گوشی را برنمی‌دارد. او پس از پرسه زدن در شهر، دوباره آقاحسینی را در محله‌ای بدنام ملاقات می‌کند. معلوم می‌شود آقاحسینی که قصد رفتن به جنوب را داشته، از تصمیم خود منصرف شده‌است. ابی و آقاحسینی در یک قهوه‌خانه مستقر می‌شوند که صاحبش (عباس ناظری نیک) آدم کثیفی است و به خاطر منافعش تن به هر کاری می‌دهد. عبدالله (حسین شهاب منش) که زمانی کشتی‌گیر بوده و در مبارزه‌ای ابی را شکست داده، اما امروز معتاد شده‌است، در گوشهٔ قهوه‌خانه جان می‌دهد.
آقاحسینی پس از برنده شدن در بازی «تُرنا» حکم می‌کند که ابی از خیابان لاله‌زار تا پل تجریش، بدون پول، به کافه‌ها و رستوران‌ها سر بزند و غذا و مشروب مفتی بخورد. آقا مصطفی (جلال پیشوائیان) معتقد است که ابی از عهدهٔ این کار برنمی‌آید و سرِ همین موضوع با آقاحسینی شرط می‌بندد. این دو، در حالی ماجرای ابی را زیر نظر دارند که مصطفی با تعدادی از کافه‌ها توافق کرده و از این طریق می‌خواهد ابی را از اجرای کامل تصمیمش بازدارد تا شرط را ببرد. ابی پس از آگاهی از این موضوع برمی‌آشوبد و تغییر مسیر می‌دهد. به این ترتیب از هفت کافه می‌گذرد و بر اثر کتک‌هایی که خورده آش‌ولاش به وعده‌گاه می‌رسد. آقاحسینی، آقا مصطفی و همراهان، پیکر نیمه‌جان ابی را به قهوه‌خانه می‌رسانند. صاحب قهوه‌خانه پلیس را در جریان می‌گذارد. موقع دستگیری ابی، آقاحسینی صاحب قهوه‌خانه را با چاقو زخمی می‌کند و بار دیگر همراه ابی به چنگ مأموران می‌افتد و راهی زندان می‌شود.

## بازیگران و گویندگان
اسامی بازیگران فیلم کندو به شکل* و ترتیب نمایش در عنوان‌بندی آغازین فیلم   :
| شمارگان | بازیگران               | نقش‌ها          | گویندگان       | توضیحات              |
| ------- | ---------------------- | -------------- | -------------- | -------------------- |
| ۱       | بهروز وثوقی            | ابی            | چنگیز جلیلوند  |                      |
| ۲       | داوود رشیدی            | آقا حسینی      | ایرج ناظریان   |                      |
| ۳       | رضا کرم‌رضایی           | خاوری          | عزت‌الله مقبلی  |                      |
| ۴       | جلال [پيشوائيان]       | آقا مصطفی      | صادق ماهرو     |                      |
| ۵       | [عباس] ناظری[نیک]      | کریم قهوه‌چی    | ایرج رضایی     |                      |
| ۶       | [عزت‌الله] رمضانی‌فر     | راننده تاکسی   | حسن عباسی      |                      |
| ۷       | [حسین] شهاب            | عبدالله        | حسین معمارزاده |                      |
| ۸       | [رضا] حاجیان           |                |                |                      |
| ۹       | امیر کیا               |                |                |                      |
| ۱۰      | پروین سلیمانی          | کافه‌دار        | آذر دانشی      |                      |
| ۱۱      | شهناز                  |                |                |                      |
| ۱۲      | هنگامه                 |                |                |                      |
| ۱۳      | یدی (یدالله محمدی‌نژاد) |                |                |                      |
| ۱۴      | یکتا                   |                |                |                      |
| ۱۵      | [حسین قلی] بیدگلی      |                |                |                      |
| ۱۶      | [علی] دهقان            |                |                |                      |
| ۱۷      | حسن رضایی              |                |                |                      |
| ۱۸      | نریمان [شیری‌فرد]       |                |                |                      |
| ۱۹      | علی ثابت               | مرتضی          | علی ثابت       |                      |
| ۲۰      | نورمحمد ذوالفقاری      |                |                | در تیتراژ نیامده است |
| ۲۱      | فرهاد خان محمدی        |                |                | در تیتراژ نیامده است |
| ۲۲      | فرهاد خوشبخت           |                |                | در تیتراژ نیامده است |
| ۲۳      | ابراهیم حامدی (ابی)    | خواننده کاباره |                | در تیتراژ نیامده است |

* اسامی داخل کروشه و پرانتز در عنوان بندی و یا پوستر درج نشده‌اند.
فیلم کندو با مدیریت چنگیز جلیلوند دوبله شده است. دیگر گویندگان فیلم در نقشهای فرعی شامل: مهدی آرین‌نژاد (قمارباز)، پروین ملکوتی (مشتری کافه)، سیامک اطلسی (کافه‌دار)، مهین برزویی، تورج نصر، مازیار بازیاران و جواد پزشکیان (دوست ابی)  بودند.

## تولید فیلم
- اواخر اردیبهشت ۱۳۵۴: پایان فیلم‌برداری و آغاز تدوین فیلم[۵]

## نمایش فیلم
فیلم کندو برای بار نخست در تاریخ یکشنبه ۳۰ آذر ۱۳۵۴ خورشیدی (برنامه انتخابی عید غدیر) در دوازده سینما در تهران و همزمان در شهرستانها به نمایش درآمد . این فیلم جایگزین فیلم ذبیح در گروه سینمایی آسیا شد.
سینماهای نمایش‌دهنده فیلم کندو در تهران در گروه سینمایی آسیا شامل ۱۲ سینمای آسیا، رکس، شهوند، لیدو، نپتون، ژاله، توسکا، المپیا، پاسارگاد، ناتالی، چرخ فلک و سیلورسیتی (قلهک) بودند. سینماهای نمایش‌دهنده فیلم در شهرستانها شامل شهر‌فرنگ و هما در مشهد، سپیدرود در رشت، چهارباغ و مولن‌روژ در اصفهان، متروپل و تخت‌جمشید در تبریز، مترو در شیراز، سهیلا و کیهان در آبادان و ساحل در اهواز بودند .
نمایش فیلم کندو، پس از سه هفته در تهران، در گروه سینمایی آسیا در تاریخ شنبه ۲۰ دی ۱۳۵۴ به پایان رسید و پس از سه روز تعطیلی سینماها (نهم و دهم و یازدهم محرم) در تاریخ چهارشنبه ۲۴ دی ۱۳۵۴ نمایش فیلم غلام زنگی در گروه سینمایی آسیا آغاز شد  .

## گروه موسیقی
- واروژان: آهنگساز و تنظیم‌کننده‌ی موسیقی متن و ترانه‌
- ابی: خواننده
- ایرج جنتی عطایی: ترانه‌سرا
- روبرت نقلی: نوازنده درامز
- بردیا ندیمی: نوازنده پرکاشن
- ویگن داوودی: صدابرداری و میکس

در این فیلم یک ترانه به نام «کندو» با صدای ابی اجرا شده‌ است.

## جوایز
- دیپلم افتخار هیئت داوران بهترین بازیگر نقش اول مرد از جشنواره جهانی فیلم تهران